# 阿梅多
阿梅多是葡萄牙布拉干萨区的一个堂区。总面积13.86平方公里，总人口340人，人口密度24.5人/平方公里。